# فيلقية فيرفيلدية
فيلقية فيرفيلدية (الاسم العلمي: Legionella fairfieldensis) هي نوع من البكتيريا يتبع جنس الفيلقية من الفصيلة الفيالقية. تم عزلها من مياه برج تبريد في فيرفيلد في فيكتوريا في أستراليا.